# Lijst van golfers uit Noorwegen
Deze lijst van golfers uit Noorwegen geeft een overzicht van Noorse golfers die aan een toernooi hebben meegedaan van de Europese PGA Tour of de Europese Challenge Tour.
Noorwegen heeft in 2010 ruim vijftig 18-holes golfbanen, vooral in de omgeving van Oslo, Bergen, Stavanger en Trondheim, inclusief de meest noordelijk gelegen baan van de wereld. Er zijn 120.000 geregistreerde golfers. Het nationale golftoernooi is de Norwegian Challenge, die sinds 1964 (niet elk jaar) wordt gespeeld.

## Lijst
- Henrik Bjørnstad
- Knut Borsheim
- Kristian Krogh Johannessen
- Eirik Tage Johansen
- Espen Kofstad
- Jan-Are Larsen
- Caroline Martens
- Paul Nilbrink
- Suzann Pettersen, winnares SAS Ladies Masters 2007
- Marianne Skarpnord

## Galerij

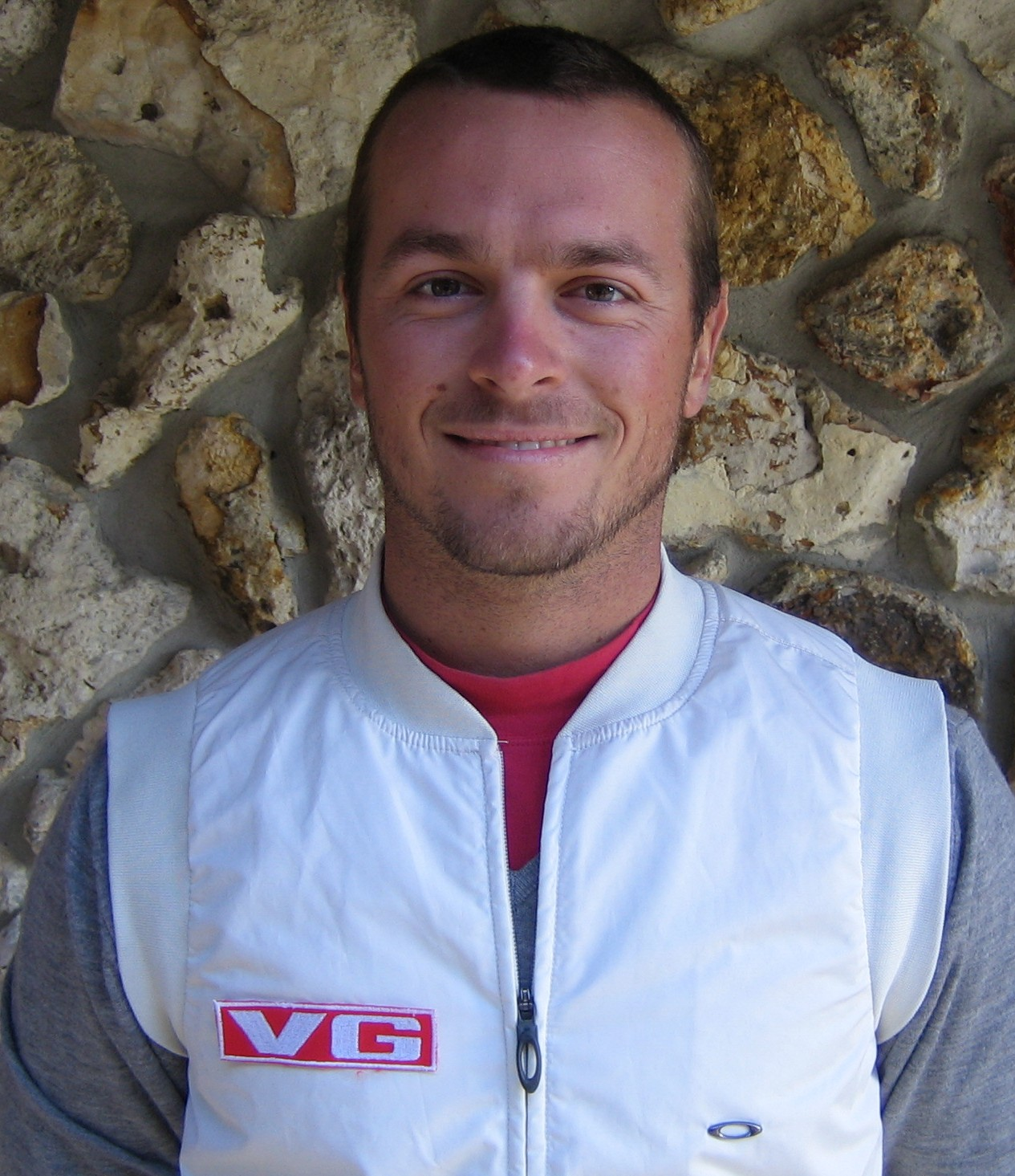
Henrik Bjørnstad
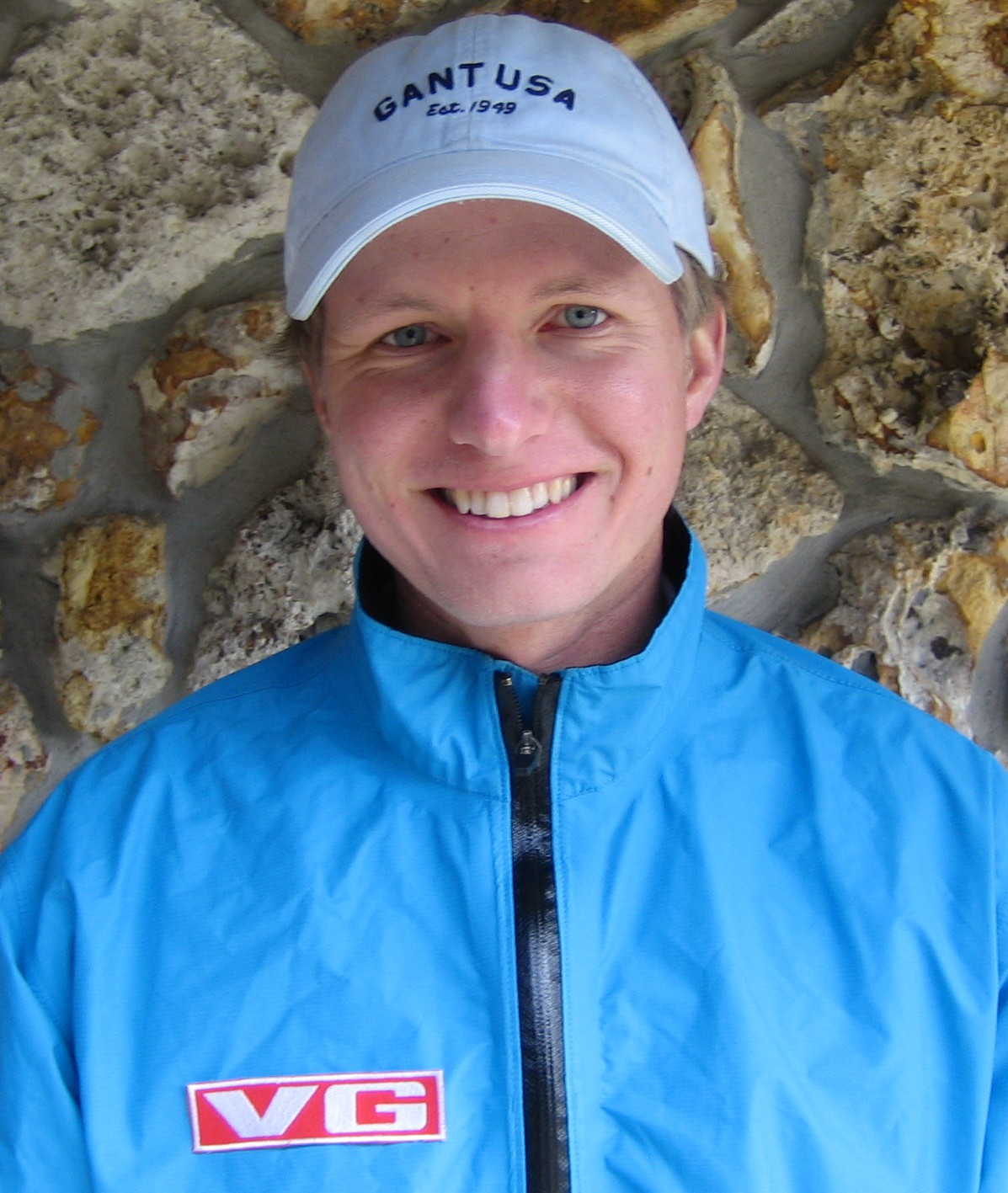
Jan-Are Larsen
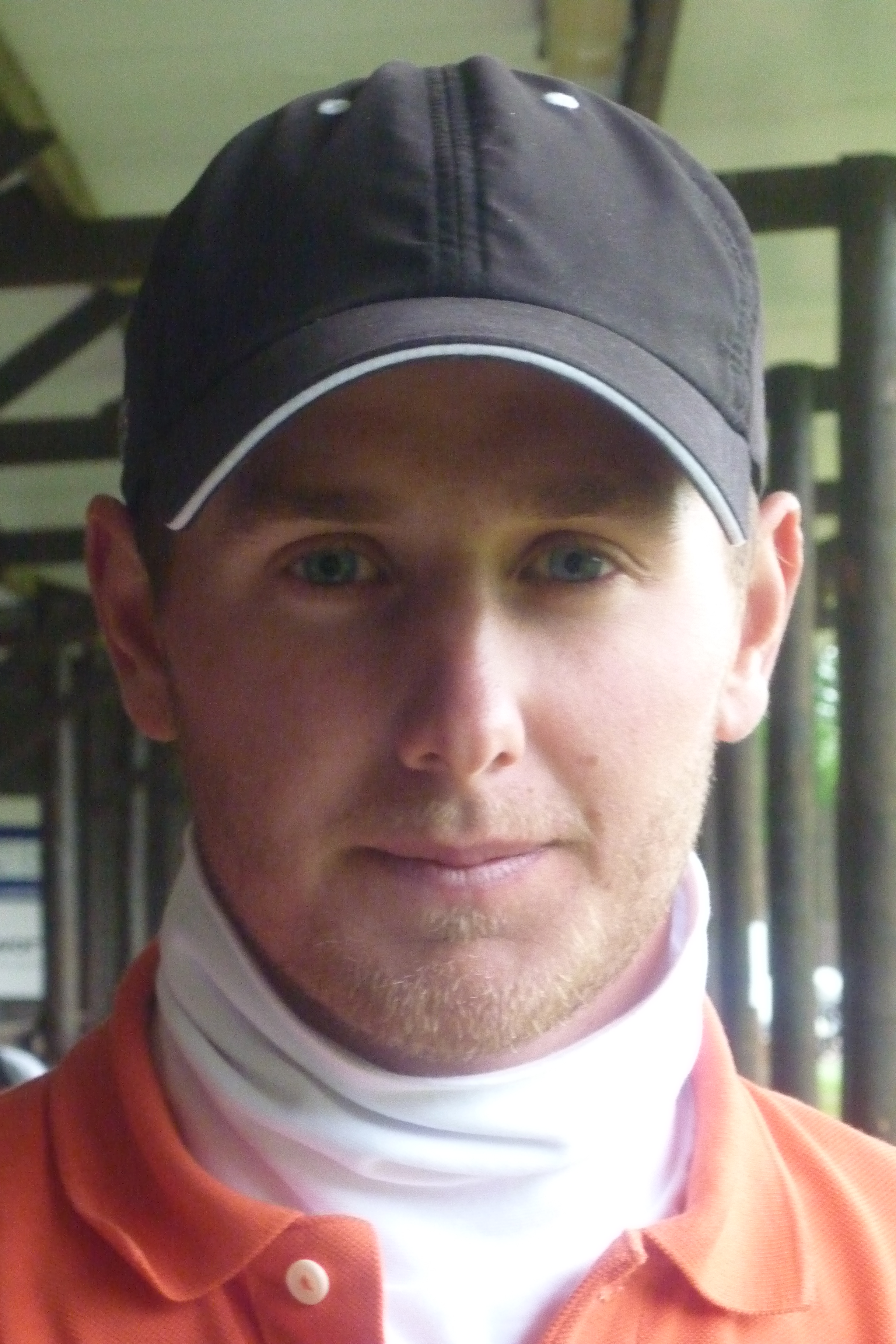
Marius Thorp